# 根本明宏
根本明宏（7月19日—），日本男性配音員。出身於北海道。身高165cm。

## 人物簡介
以前所屬的經紀公司有Advance Promotion、Production★A組、東京俳優生活協同組合（2013年進入）。主要參加海外電影和電視影集的日語配音。

## 演出作品

### 電視動畫
2013年
- KILL la KILL（凡田校長）
- 黃金拼圖（擺攤的叔叔）
- 噬血狂襲
- 科學超電磁砲S（研究員）
- YUYU式（日向緣的親戚）

2014年
- 魔彈之王與戰姬（多雷卡瓦科、貴族）
- 魔法科高中的劣等生（布蘭奇成員）

2015年
- 銀魂°（同心、攘夷志士C）
- Classroom☆Crisis（霧羽雄二的部下A）
- GATE 奇幻自衛隊（高德森、盧多、整備小隊長、老兵士）
- 小長門有希的消失（電視轉播〈實況〉）

2016年
- 時間旅行少女 ～真理、和花與8名科學家～（佐藤老師）
- 漂流武士（歐爾特兵隊長、貴族）
- 夢幻之星Online2 THE ANIMATION（古文老師）

### 外語配音
※作品依英文名稱及英文原名排序。

#### 電影
- 奪命三頭鯊（3-Headed Shark Attack）（Stanley〈Rob Van Dam 飾演〉）
- 收件人不詳（英语：Address Unknown (2001 film)）（Address Unknown）
- 蜘蛛人：驚奇再起（The Amazing Spider-Man）
- Ghost III
- 駭人怪物（／The Host）
- 遺失的世界 (2013年電影)（The Lost World）
- 火星救援（The Martian）（男記者3）
- 我是誰：沒有絕對安全的系統（Who Am I－Kein System ist sicher／Who Am I）（Stephan〈Wotan Wilke Möhring 飾演〉）
- 世貿中心（World Trade Center）

#### 電視影集
- 暗俠（英语：The Cape (2011 TV series)）（The Cape）
- 聖女魔咒（Charmed）
- 異世奇人（Doctor Who）
- 驚世（The Event）
- 金首露（／The Iron King）
- 我也是花（／Me Too, Flower）
- NYPD BLUE (season 3)（英语：NYPD Blue (season 3)）
- 當鋪之星（Pawn Stars）
- 個人取向（／Personal Preference）
- 越獄風雲 (第2季)（Prison Break (season 2)）
- 善德女王（／Queen Seondeok）
- 祕密花園（／Secret Garden）
- 星際之門：SG-1（Stargate SG-1）（接線員）※富士電視台版。
- 沼澤人類（Swamp People）

#### 動畫
- 加菲貓的幸福生活（Garfield et Cie）

### 電視劇
- やとわれ女将 菊千代の事件簿（日语：やとわれ女将 菊千代の事件簿）2
- 推里作家 櫻田桃子的冒險3

### 舞台
- TWO（徹）
- 阿呆浪士（元祿堂長太郎）
- 地藏教由來（嘉平）
- 人魂黃表紙（乙吉）
- 波止場之風（雀）
- 能祗（泥棒）

## 來源
1. 1 2 3 4 5  . 東京俳優生活協同組合.   [2016-12-20]. （原始内容存档于2015-04-21） （日语）.

## 外部連結
- 東京俳優生活協同組合所屬期間的聲優簡介 （日語）（2015年4月21日的檔案館）